# Oleh Verňajev
Oleh Jurijovič Verňajev (* 29. září 1993 Doněck) je ukrajinský reprezentant ve sportovní gymnastice. Startoval na Letních olympijských hrách 2012, kde obsadil jedenácté místo ve víceboji jednotlivců a s družstvem Ukrajiny skončil na čtvrtém místě. Na mistrovství světa ve sportovní gymnastice 2014 vyhrál cvičení na bradlech, o rok později byl ve stejné disciplíně druhý. Je čtyřnásobným mistrem Evropy: v letech 2014 a 2015 vyhrál na bradlech, v roce 2015 také víceboj a v roce 2016 přeskok. Na Evropských hrách 2015 vyhrál víceboj a přeskok. Na Univerziádě byl v roce 2013 druhý ve víceboji družstev a třetí ve víceboji jednotlivců, v roce 2015 vyhrál víceboj a bradla. Vyhrál také Americký pohár 2015. Na LOH 2016 svedl ve víceboji dramatický souboj s favorizovaným Japoncem Kóheiem Učimurou, který ho nakonec porazil o pouhých 0,099 bodu. Zlatou medaili získal na bradlech, kromě toho byl pátý v přeskoku a osmý na hrazdě, na koni našíř a v soutěži družstev.
Rodný Doněck opustil poté, co město ovládla Doněcká lidová republika, od té doby žije v Kyjevě. Své protiruské názory projevil i na olympiádě, kde odmítl poskytnout rozhovor ruským novinářům.